# キーン (靴)
キーン (KEEN) は、アメリカ合衆国オレゴン州ポートランドに本社を置くアウトドア・フットウェアブランド。「天井のないところすべて」をアウトドアと定義し、地球環境負荷を低減した製法で革新的なハイブリッドフットウェアを展開し、ハイブリッドフットウェアのパイオニアともいわれている。
キーンにとっての”アウトドア”は、山やキャンプのような自然の中だけでなく、天井のない場所すべて。つまり、玄関を出たらすべてがアウトドアであり、街～川～海～山と、地球のすべての場所をプレイグラウンド（KEENと遊ぶ場所）と定義している。
創業者Rory Fuerst(ローリー・ファースト）の友人がつま先を怪我をしたことから「サンダルは、つま先を守ることができるだろうか？」という疑問を持ち、”発明”したのが、つま先を守るトゥ・プロテクション（保護機能）を搭載した創業モデルサンダルNEWPORT（ニューポート）。

サンダルをはじめ、ハイキングシューズや登山シューズなど、バラエティが豊富で、その製品は環境負荷を低減した製法で製造されているのが特徴。

## 日本国内の直営店
KEENでは直営店をガラージと呼んでいる。（2025年6月現在、直営店13店舗、直営アウトレット6店舗）
直営店
- KEEN GARAGE HARAJUKU（東京・原宿）
- KEEN GARAGE SHINJUKU（東京・新宿）
- KEEN GARAGE TOYOSU（東京・豊洲）
- KEEN GARAGE SHONAN（神奈川・辻堂）
- KEEN GARAGE YOKOHAMA（神奈川・みなとみらい）
- KEEN GARAGE SAITAMA（埼玉・さいたま市）
- KEEN GARAGE LAKETOWN（埼玉・越谷）
- KEEN GARAGE NAGOYA（愛知・栄）
- KEEN GARAGE OSAKA（大阪・梅田）
- KEEN GARAGE EXPOCITY（大阪府・万博公園）
- KEEN GARAGE NISHINOMIYA（兵庫・高松）
- KEEN GARAGE HIROSHIMA（広島・松原）OPEN: 2025年3月
- KEEN GARAGE FUKUOKA（福岡・天神）OPEN: 2025年4月

直営アウトレット
- KEEN OUTLET SAPPORO　三井アウトレットパーク札幌北広島　2091区画（OPEN: 2014年4月　北海道初の直営店舗）
- KEEN OUTLET SHISUI　酒々井プレミアム・アウトレット 2115区画　（OPEN: 2015年4月）
- KEEN OUTLET SANO　佐野プレミアム・アウトレット 550区画　（OPEN: 2015年4月）
- KEEN OUTLET NAGASHIMA　三井アウトレットパーク ジャズドリーム長島　2階 11210区画　（OPEN: 2017年9月　東海地区初の直営店舗）
- KEEN OUTLET RINKU　りんくうプレミアム・アウトレット　Sea Side エリア 2F 7600区画　（OPEN: 2022年4月15日）
- KEEN OUTLET GRANDBERRY PARK グランベリーパーク セントラルコート1階 L109　（OPEN: 2024年10月23日　）

## 歴史
2003年に設立された。同年、雑誌『Footwear News』において「Launch of the Year」に選出された。
2006年、カリフォルニア州アラメダからオレゴン州ポートランドに拠点を移した。
2020年、新型コロナウイルス感染症の流行と戦っている人々に約10万足の靴を無償提供した。
2023年、創業20周年を迎える。